# Соло Санни
«Соло Санни» (нем. Solo Sunny) — художественный фильм 1980 года, снятый режиссёром Конрадом Вольфом по сценарию Вольфганга Кольхаазе. Фильм рассказывает историю молодой певицы Санни, которая пытается найти своё место в жизни и искусстве, сталкиваясь с трудностями и разочарованиями.

## Сюжет
Действие фильма разворачивается в Восточном Берлине конца 1970-х годов. Санни — талантливая, но неустроенная певица, выступающая в небольших клубах. Она мечтает о большой сцене, но её карьера не складывается из-за сложного характера и неумения идти на компромиссы. В поисках себя Санни сталкивается с одиночеством, любовными неудачами и внутренними конфликтами.

## В ролях
- Ренате Крёснер — Санни
- Александр Ланг — Ральф
- Дитер Монтаг — Норберт
- Клаус Зонненберг — Гарри
- Фред Делиус — Вернер
- Лотар Варнеке — Цапфер

## Производство
Фильм был снят на киностудии ДЕФА и стал одним из последних проектов Конрада Вольфа, который умер в 1982 году. Сценарий был написан в соавторстве с Вольфгангом Колхаазе, который вдохновился историей реальной певицы, выступавшей в берлинских клубах.

## Критика и награды
Фильм получил положительные отзывы критиков за глубокий психологический портрет главной героини и реалистичное изображение жизни в ГДР. Ренате Крёснер была удостоена Серебряного медведя на Берлинском кинофестивале в 1980 году.
- 1980 — 30-й Берлинский международный кинофестиваль: Приз ФИПРЕССИ, приз газеты Berliner Morgenpost[6]
- 1980 — Международный кинофестиваль в Чикаго: Приз за лучший сценарий[7]

## Наследие
«Соло Санни» считается одним из важнейших фильмов в истории кинематографа ГДР. Он был восстановлен и перевыпущен в 4K по случаю по случаю 100-летнего юбилея Конрада Вольфа.